# Joventut Comunista de Catalunya

Antic logotip de la Joventut Comunista de Catalunya

La Joventut Comunista de Catalunya és una organització comunista catalana que fou originalment la branca juvenil del Partit Socialista Unificat de Catalunya (PSUC). Es van fundar el 1970, com a forma de coordinació entre diverses branques juvenils que el PSUC, encara clandestí, tenia organitzades localment dins el principat, en substitució de les antigues Joventuts Socialistes Unificades de Catalunya. Va ser refundada l'any 2014 a partir de "Joves Comunistes" i de la CJC-Joventut Comunista, essent des de 2015 el referent juvenil de Comunistes de Catalunya.

## Fundació i congelació
Es van fundar el 1970, com a forma de coordinació entre diverses branques juvenils que el PSUC, encara clandestí, tenia organitzades localment dins el principat, en substitució de les antigues Joventuts Socialistes Unificades de Catalunya, establint-se com el referent català de la Unió de Joventuts Comunistes d'Espanya.
El PSUC sofreix una crisi passat el V Congrés, i deixa al partit dividir de manera profunda en tres sectors, denominats "eurocomunista", "leninista" i "prosoviètic". Els darrers acabaran escindits del PSUC i fundant el Partit dels i les Comunistes de Catalunya el 1982, conseqüentment creant una escissió de la JCC, els Col·lectius de Joves Comunistes - Joventut Comunista.
El VIII Congrés de 1990, celebrat a Sant Feliu de Llobregat, va acordar posar en marxa un nou projecte juvenil, amb l'Entesa dels Joves Nacionalistes d'Esquerra, integrats en la federació Iniciativa per Catalunya, anomenat Joves amb Iniciativa, com espai comú de treball dels joves de la federació IC. Es van cedir algunes atribucions i es va acordar també deixar per un proper congrés l'avaluació del nou projecte, descartant als documents la possible dissolució de la JCC o la seva renúncia a l'organicitat o activitat pròpia.
Aquest congrés no es va fer mai i la JCC es va transformar, per via dels fets consumats, en Joves amb Iniciativa, abandonant tota mena d'activitat política i no acceptant afiliacions. Per tant, la JCC mai no ha estat dissolta com estipulen els seus estatuts, que és per congrés i amb el suport d'una majoria qualificada dels delegats. El mateix IX congrés del Partit Socialista Unificat de Catalunya de 1996 no incorpora dins les seves delegacions a la JCC i n'elimina de la reforma d'estatuts l'apartat referit a les relacions entre el partit i la joventut. L'any 1997 una part de Joves amb Iniciativa va abandonar l'organització i va fundar Joves Comunistes, considerant-se aquesta com a hereva de la Joventut Comunista de Catalunya, essent el referent del PSUC-viu durant els següents anys i alhora referent català de la UJCE.

### Secretaris generals
- Doménech Martínez (1970-1975)
- Josep Maria Riera (1975-1981)
- Joaquim Mestre (1984-1990)
- Josep Vendrell (1990-1991)

### Publicacions
La JCC tenia com a òrgan d'expressió Jove Guardia primer, i més tard Jovent, publicat amb regularitat des de 1976 fins a 1981, i reprès al final dels vuitanta. Territorialment, edità als anys setanta Juventud a Barcelona i El Puño a Mataró. El butlletí intern era En Moviment.

## Organitzacions successores
A l'entrada del segle xxi, hi ha un total de 4 joventuts polítiques que es consideraven hereves a Catalunya de la JCC històrica: els CJC-Joventut Comunista referent juvenil del PCC sense referent estatal, els Joves amb Iniciativa (actualment Joves d'Esquerra Verda) referent juvenil d'Iniciativa per Catalunya sense referent estatal,, els Joves Comunistes del Poble de Catalunya referent juvenil del Partit Comunista del Poble de Catalunya, escissió del PCC, i branca catalana del PCPE i finalment, Joves Comunistes, referent del PSUC-Viu amb el PCE com a referent estatal.

### CJC-Joventut Comunista
Els CJC-Joventut Comunista (Col·lectius de Joves Comunistes - Joventut Comunista) es van fundar el 1982 com a organització juvenil del Partit dels Comunistes de Catalunya (PCC), marxista-leninista i escindit del PSUC eurocomunista, esdevenint una escissió directa de la JCC. Van ser organització nacional catalana, de classe, internacionalista i solidària.
Actualment, els CJC-Joventut Comunistes estan dissolts en la refundació de la Joventut Comunista de Catalunya.

### Joves amb Iniciativa
A partir del 1992, esdevenen el referent juvenil d'Iniciativa per Catalunya, integrant a l'Entesa dels Joves Nacionalistes d'Esquerra i a la Joventut Comunista de Catalunya. Primer com a espai comú de treball d'ambdues organitzacions i després com a organització pròpia, esdevenint, més endavant, l'organització Joves d'Esquerra Verda.
En l'actualitat, Joves d'Esquerra Verda es troba en un procés de refundació en Confluència Jove.

### CJC-Joves Comunistes del Poble de Catalunya
CJC-Joves Comunistes del Poble de Catalunya es van fundar el 1994 quan es produeix el trencament entre el PCC i el PCPE, amb la fundació del PCPC, esdevenint una escissió dels CJC-Joventut Comunista. Prèviament, el 1985, el PCC impulsa la creació en l'àmbit estatal del PCPE, que funda Colectivos de Jóvenes Comunistas com organització juvenil del PCPE. Van esdevenir el referent català dels CJC estatals des de la seva fundació fins a l'actualitat.
Actualment, els CJC-Joves Comunistes del Poble de Catalunya utilitzen el nom de Col·lectius de Joves Comunistes, sense cap afegit al final, romanen com a la filial catalana dels Colectivos de Jóvenes Comunistas i el seu referent partidari és el PCTE, degut a la escissió que va patir el PCPE el 2019.

### Joves Comunistes
Joves Comunistes es van fundar el 1997 com a organització juvenil del Partit Socialista Unificat de Catalunya Viu (PSUC-Viu), reivindicant l'herència de la Joventut Comunista de Catalunya, com a escissió de Joves amb Iniciativa, esdevenint una escissió indirecta de la JCC. Van ser el referent de la UJCE a Catalunya entre el 1997 i el 2014.
Avui, els Joves Comunistes estan dissolts en la refundació de la Joventut Comunista de Catalunya.

## Unitat Comunista i refundació
El 1998 es fundà Esquerra Unida i Alternativa, en el moment de la seva fundació, entre altres partits, en formen part el Partit dels i les Comunistes de Catalunya i el PSUC-viu, les joventuts d'aquests partits Col·lectius de Joves Comunistes-Joventut Comunista i Joves Comunistes, respectivament, van establir un clima de treball conjunt a Alternativa Jove - Joves d'EUiA a nivell de front electoral, però també a altres fronts com l'estudiantil on van coincidir a l'Associació d'Estudiants Progressistes. La fundació d'EUiA va representar el trencament de relacions entre IU i IC, passant a ser EUiA el referent català de IU.
El 2013, els Joves Comunistes i els CJC-Joventut Comunista van endegar un procés d'unitat comunista per recuperar la Joventut Comunista de Catalunya. Es creà un Comitè d'Enllaç Permanent que convidà a participar en els Joves Comunistes del Poble de Catalunya, El Buró Polític estatal dels CJC va donar justificant de rebut a la invitació i va denegar la seva participació en el procés d'unitat. No es té constància que existís cap invitació formal cap a JEV per participar d'aquest procés, joventut que es considera a si mateixa única hereva de la JCC.
Finalment, el 2014, se celebra el I Congrés d'Unitat Comunista resultant en la refundació de la Joventut Comunista de Catalunya. La relació entre JCC i Unió de Joventuts Comunistes d'Espanya, hereva de la relació de Joves Comunistes i la UJCE es veurà truncada amb la creació de Comunistes de Catalunya, fruit de la unitat entre el PCC i part del PSUC-viu i la creació de les joventuts del PSUC-viu, la JSUC, en mantenir el PSUC-viu la referència del PCE a Catalunya.

## Actualitat
La JCC està present en diferents moviments sindicals i juvenils de Catalunya: En el moviment estudiantil impulsa l'Associació d'Estudiants Progressistes; en un altre àmbit sindical, com a moviment obrer participa d'Acció Jove (organització juvenil de les Comissions Obreres). A més a més, la JCC participa de les entitats de segon i tercer nivell que les seves organitzacions fundadores participaven com el Consell de la Joventut de Barcelona i el Consell Nacional de la Joventut de Catalunya. El 2017 aconsegueix ser avalada i votada com a entitat als Secretariats d'ambdós Consells, sent els seus representants Ismael Benito, al primer, i Lucia Aliagas, al segon. A la tardor del 2018, per les rotacions de les entitats als Consells i dinàmiques de promoció de quadres internes, la JCC deixa els Secretariats d'ambdós consells.
El primer secretari general de la nova etapa fou en Benjamí Moles. Posteriorment, el seu secretari general va ser en Juan Manuel Rodríguez, des del 18 de juliol de 2015 fins al 27 d'octubre de 2018, escollit en la II Conferència Nacional i reelegit en el II Congrés de la nova etapa, realitzat els dies 15 i 16 de juliol de 2017, on va ser reelegit per unanimitat. Actualment, el seu secretari general és l'Ismael Benito, que prèviament havia estat Coordinador Nacional de l'AEP i secretari del CJB, va ser escollit per unanimitat a la III Conferència Nacional el 27 d'octubre de 2018.
El 12 i 13 de juliol celebren presencialment el seu III Congrés, on l'Ismael Benito surt reelegit secretari general, amb una direcció continuista de la direcció de la darrera Conferència Nacional, el congrés compta amb l'assistència d'una petita delegació estatal i internacional conformada per la UJCE, de la JCP i de la FMJD. La JCC aprova una actualització del seu Manifest-Programa amb un centenar de propostes programàtiques, que l'acompanya amb un document de Línies Estratègico-Organitzatives per executar durant el cicle congressual.
El 9 i 10 de juliol de 2022 es va celebrar el IV congrés, on la Dana Sánchez Oussedik va ser elegida com a nova secretària general juntament amb una nova direcció.

### Secretaris generals
- Benjamí Moles (2014-2015)
- Juan Manuel Rodríguez (2015-2018)
- Ismael Benito Altamirano (2018-2022)
- Dana Sánchez Oussedik (2022-)

### Publicacions
La JCC publica ocasionalment la revista Maig des del 2015, també en línia publica articles de forma periòdica al seu web.